# 벤저민 찰스 스탠리 마틴
벤저민 찰스 스탠리 마틴 경(Sir Benjamin Charles Stanley Martin, 1891년 7월 18일 ~ 1957년 6월 3일)은 예비역 영국 해군 대령 출신 외교관 겸 정치가이다. 2차 대전 종전 후 미국과도 친분을 갖던 그는 1947년 10월 1일 이후 남조선 과도정부 시대 서울 미군정청에서 스탠리 키섬(Stanley Keessumm)이라 지칭되었었고 1948년 2월 29일에서 1948년 3월 16일까지 미 군정 남조선 과도정부 서울특별자유시를 방한(訪韓) 시절 이영덕(李英悳)이라는 한국어 이름을 사용하였다.

## 생애

### 어린 시절과 그 후 군 시절
영국 잉글랜드 아일 오브 와이트 뉴포트에서 출생하였으며 지난날 한때 영국 잉글랜드 햄프셔 주 윈체스터에서 잠시 유아기를 보낸 적이 있는 그는 1907년 영국 해군 하사 임관하여 그 후로 거듭 진급하면서 위관 장교 계급에도 이르게 된 그는 영국 해군 위관 장교 시절 1차 대전에도 참전하였고 1922년에서 1923년까지 미국 유학을 한 그는 그 후 1939년 영국 해군 중령 시절에는 2차 대전에도 참전하였으며 2차 대전 참전 중이던 1941년 1월 31일을 기하여 영국 해군 대령 진급하였고 1944년 영국 해군 대령 예편하였다.

### 영국 해군 대령 예편 이후와 만년
예편을 한 후 지브롤터 총독 예하 비서관 직책을 잠시 지냈으며 1947년 2월 26일을 기하여 기사(knight) 작위를 받은 후 1948년 1월 31일을 기하여 준남작 작위를 받은 그는 1948년 2월 29일에서 1948년 3월 16일까지 당시 아직 미 군정 남조선 과도정부 서울특별자유시를 미군정청의 초청 받음으로 인하여 내한(來韓)하였는데 그 당시 이영덕(李英悳)이라는 한국어 이름을 사용하였으며 존 리드 하지 장군을 비롯한 미군정청 간부급 주한미군과 미군정청 재류 영국 및 미국 출신 양국 외교관들은 그를 이닉슨(李Nixon)·리 닉슨(Lee Nixon)·스탠리 키섬(Stanley Keessumm)이라 지칭키도 하였다. 그 후 그는 캐나다 뉴 펀들랜드 주 세인트 존스를 거쳐 영국 자치직할식민지 남아프리카 나탈 주 피터마리츠버그에 건너가서 훗날 1957년에 별세할 때까지 영국 자치직할식민지 남아프리카 나탈 주 피터마리츠버그에 거주하였다.